# 金承化
金承化（1915年2月4日—1973年1月），北韓政治人物，蘇聯派人。他於1956年因挑戰金日成失敗而逃亡到蘇聯，再未回国。

## 經歷
金承化在1948年北韓建國後加入政府，並先後被委任為建設部長和金日成綜合大學副校長等要職。1956年，他與延安派的尹公欽等人試圖在中央委員會會議中挑戰金日成，但未能成功。不久後，他逃亡到蘇聯。
1973年1月去世，葬于阿拉木图。

## 获奖
一级国旗勋章

劳动勋章

荣誉勋章

1941-1945年伟大卫国战争中忘我劳动奖章

纪念列宁诞辰一百周年奖章

## 資料來源
1. ↑  Andrei Lankov . "Crisis in North Korea: The Failure of De-Stalinization, 1956". 130